# Microstomus achne
Microstomus achne är en fiskart som först beskrevs av Jordan och Starks, 1904.  Microstomus achne ingår i släktet Microstomus och familjen flundrefiskar. Inga underarter finns listade i Catalogue of Life.